# Echenais mollis
Echenais mollis är en fjärilsart som beskrevs av Butler 1877. Echenais mollis ingår i släktet Echenais och familjen Riodinidae. Inga underarter finns listade i Catalogue of Life.